# تبكل العظام

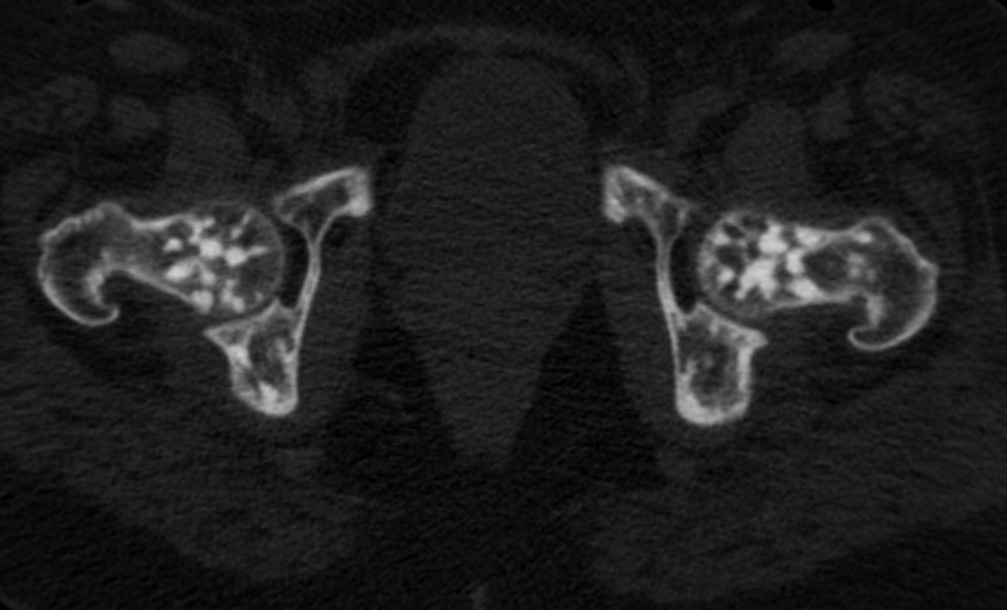
تبكل العظام الحوض كما يظهر بواسطة تصوير مقطعي محوسب.

تبكل العظام (بالإنجليزية: Osteopoikilosis)‏ هو خلل تنسج متصلب حميد وراثي سائد يصيب العظم، يمتاز بوجود جزر عظمية في الهيكل العظمي في شكل بقع صغيرة مستديرة في العظام، خاصة بالقرب من المفاصل، وهذه البقع هي مناطق من نسيج عظمي لم تتطور بشكل صحيح وكثيف وذلك بشكل استثنائي، وعادة لا تسبب الأعراض ولا تتغير بمرور الوقت. ويمكن تشخيص تبكل العظام في أي عمر، وكثيرا ما يتم اكتشافه عن طريق الصدفة عندما يقوم الفرد بعمل أشعة سينية لسبب ما. وقد تحدث هذه الحالة بشكل عشوائي دون أي ميزات أخرى (حالات متفرقة)، أو قد تكون موروثة من أحد الوالدين كجزء من متلازمة بوشكيه-أوليندورف.

## السمات السريرية
يتميز التصوير الإشعاعي لتبكل العظام على الأشعة السينية بنمط من الكثافات البيضاء ذات الحجم المماثل المنتشرة في جميع العظام، وهي حالة نظامية. ويجب تمييز تلك الحالة عن انبثاث الأورام، والتي يمكن أن تظهر أيضًا في الأشعة السينية كمناطق بيضاء كثيفة تتخلل العظام. يميل انبثاث الورم الخبيث إلى الظهور بكثافة أكبر وأقل انتظامًا في نمط أقل تماثلا، ويعتبر العمر عاملا آخر للتمييز بينهما، فغالبا ما يؤثر انبثاث الورم الخبيث على كبار السن، بينما يؤثر تبكل العظام في سن الـ20 وأصغر سنا.
وتوزيع انتشار تبكل العظام متغير، على الرغم من أنه لا يميل إلى إصابة الضلوع، أو العمود الفقري، أو الجمجمة.

## طريقة تطور المرض
يحدث تبكل العظام نتيجة الفشل الوراثي في تشكيل الترابيق الطبيعية (شذوذ في عملية نضوج التعظم داخل الغضروف وتنظيم الكولاجين).

## التشخيص
تقييم التصوير الشعاعي وكذلك التاريخ السريري للمريض هو ذو صلة وثيقة بآفات جروح العظام. ويتم التشخيص باستخدام الأشعة السينية، ومن الضروري النظر في العناصر الثلاثة التالية: ظهور البقع، وعددها، وموقعها وتوزيعها.
وتميل إصابات تبكل العظام إلى أن يكون لها توزيع متماثل حول المفصل بشكل مميز داخل المناطق المشاشية والكردوسية للهيكل العظمي المحوري والزائدي الذي يشخص فعليًا الحالة، ولم يتم وصفها في الجمجمة.

## وبائيات
يتأثر الرجال والنساء بنسب متساوية، مما يعكس حقيقة أن مرض تبكل العظام يهاجم بشكل عشوائي. وبالإضافة إلى ذلك، غالبًا ما يرتبط المرض مع التعظم الشبيه بالشمعة الذائبة، على الرغم من عدم وجود ارتباط واضح بين التعظم الشبيه بالشمعة الذائبة والوراثة الجينية. وقد تم ربط مرض تبكل العظام بالجين LEMD3. ومتلازمة بوشكيه-أوليندورف هي حالة مشابهة، وترتبط أيضًا بـ LEMD3.

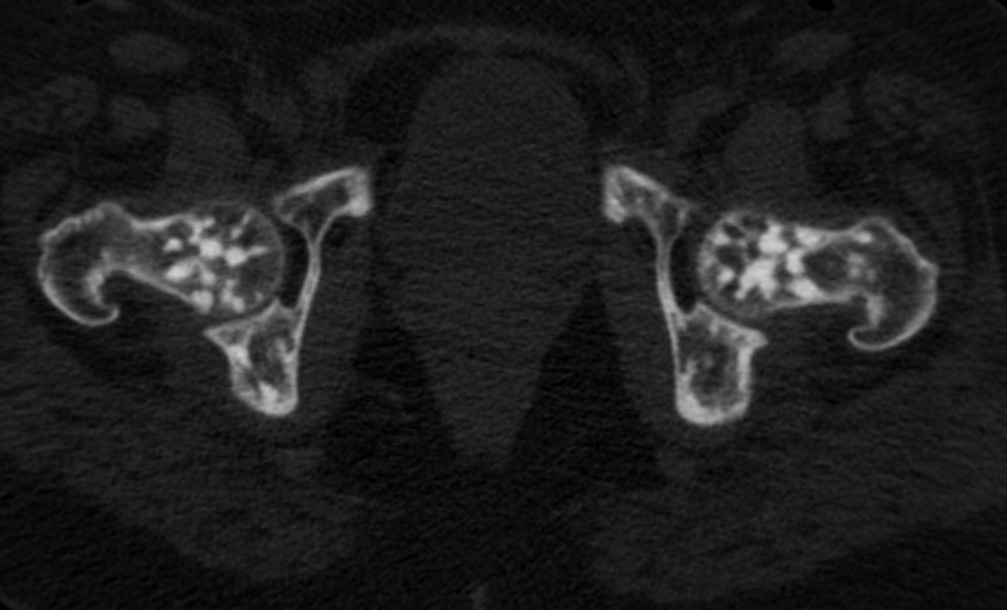
تبكل عظام الورك بالأشعة المقطعية.
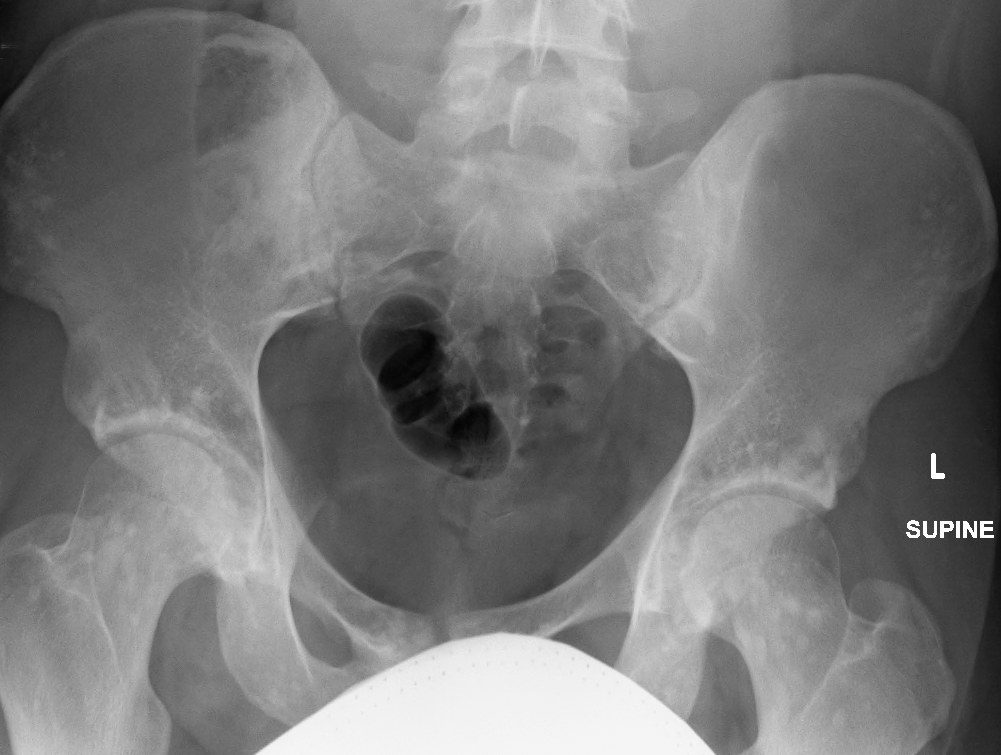
تبكل العظام
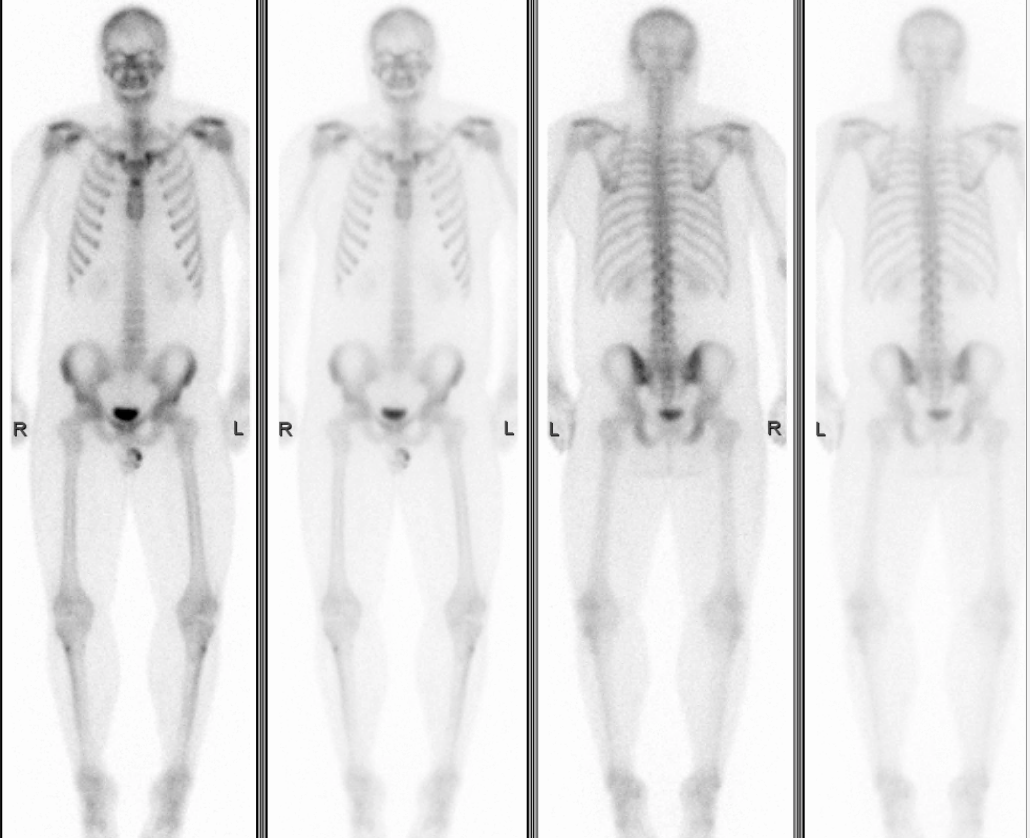
مسح عظمي طبيعي في شخص مصاب بتبكل العظام